# 一清会
一清会（いっせいかい）は、小沢一郎を中心に結成された立憲民主党のグループ。通称、小沢グループ。
2023年6月21日に、牧義夫、野間健により一清会が立ち上げられたことが発表された。衆参両院議員12人が所属している。名称の由来は、「百術は一誠に如かず」と小沢一郎の「一」からとられた。
同年11月7日に国会内で初会合を開き、活動を本格化させた。

## 役員
| 会長     | 会長代行 | 事務局長 | 事務局長次長 |
| -------- | -------- | -------- | ------------ |
| 小沢一郎 | 牧義夫   | 野間健   | 三上えり     |

## 所属国会議員一覧
| 立憲民主党（15名）                    | 立憲民主党（15名）                      | 立憲民主党（15名）         | 立憲民主党（15名）                  |
| 衆議院議員（10名）                    | 衆議院議員（10名）                      | 衆議院議員（10名）         | 衆議院議員（10名）                  |
| ------------------------------------- | --------------------------------------- | -------------------------- | ----------------------------------- |
| 小沢一郎 （19回、岩手3区）            | 小宮山泰子 （8回、埼玉7区）             | 牧義夫 （8回、愛知4区）    | 松木謙公 （7回、北海道2区）         |
| 岡島一正 （4回、比例南関東・千葉3区） | 佐藤公治 （4回・参院1回、広島6区）      | 野間健 （4回、鹿児島3区）  | 屋良朝博 （3回、比例九州・沖縄3区） |
| 神津健 （2回、長野3区）               | 西川将人 （1回、比例北海道・北海道6区） |                            |                                     |
| 参議院議員（5名）                     |                                         |                            |                                     |
| 森裕子 （4回、比例区）                | 青木愛 （3回・衆院3回、比例区）         | 木戸口英司 （2回、岩手県） | 横澤高徳 （2回、岩手県）            |
| 羽田次郎 （2回、長野県）              |                                         |                            |                                     |
| 無所属（1名）                         |                                         |                            |                                     |
| 参議院議員（1名）                     |                                         |                            |                                     |
| 三上えり （1回、広島県）              |                                         |                            |                                     |

### 元衆議院議員
立憲民主党
- 吉田治（4回、大阪4区）
- 樋高剛（3回、神奈川18区）
- 村上史好（3回、比例近畿・大阪6区）
- 豊田潤多郎（2回、比例近畿）
- 石原洋三郎（1回、福島1区）
- 黒田雄（1回、千葉2区）
- 金子健一（1回、比例南関東・千葉11区）
- 岡本英子（1回、神奈川3区）
- 川島智太郎（1回、比例東京）
- 木村剛司（1回、比例東京・東京14区）
- 日吉雄太[注 8]（1回、比例東海・静岡7区）
- 萩原仁（1回、大阪2区）
- 末次精一（1回、比例九州・長崎4区）

無所属
- 堤かなめ[注 9][注 10]（2回、比例九州・福岡5区）

### 元参議院議員
立憲民主党
- 水野素子[9]（1回、神奈川県）
- 姫井由美子（1回、岡山県）
- 友近聡朗（1回、愛媛県）
- はたともこ（1回、比例区）

### その他
立憲民主党
- 田中克典（愛知14区支部長）
- 乃木涼介（大阪7区支部長）

## 政治資金収支報告書の記載
| 年                | 本年収入額 | 会費納入者数 | 備考   |
| ----------------- | ---------- | ------------ | ------ |
| 2023年（令和4年） | 70万8000円 | 0人          | [ 10 ] |